# 气相二氧化硅

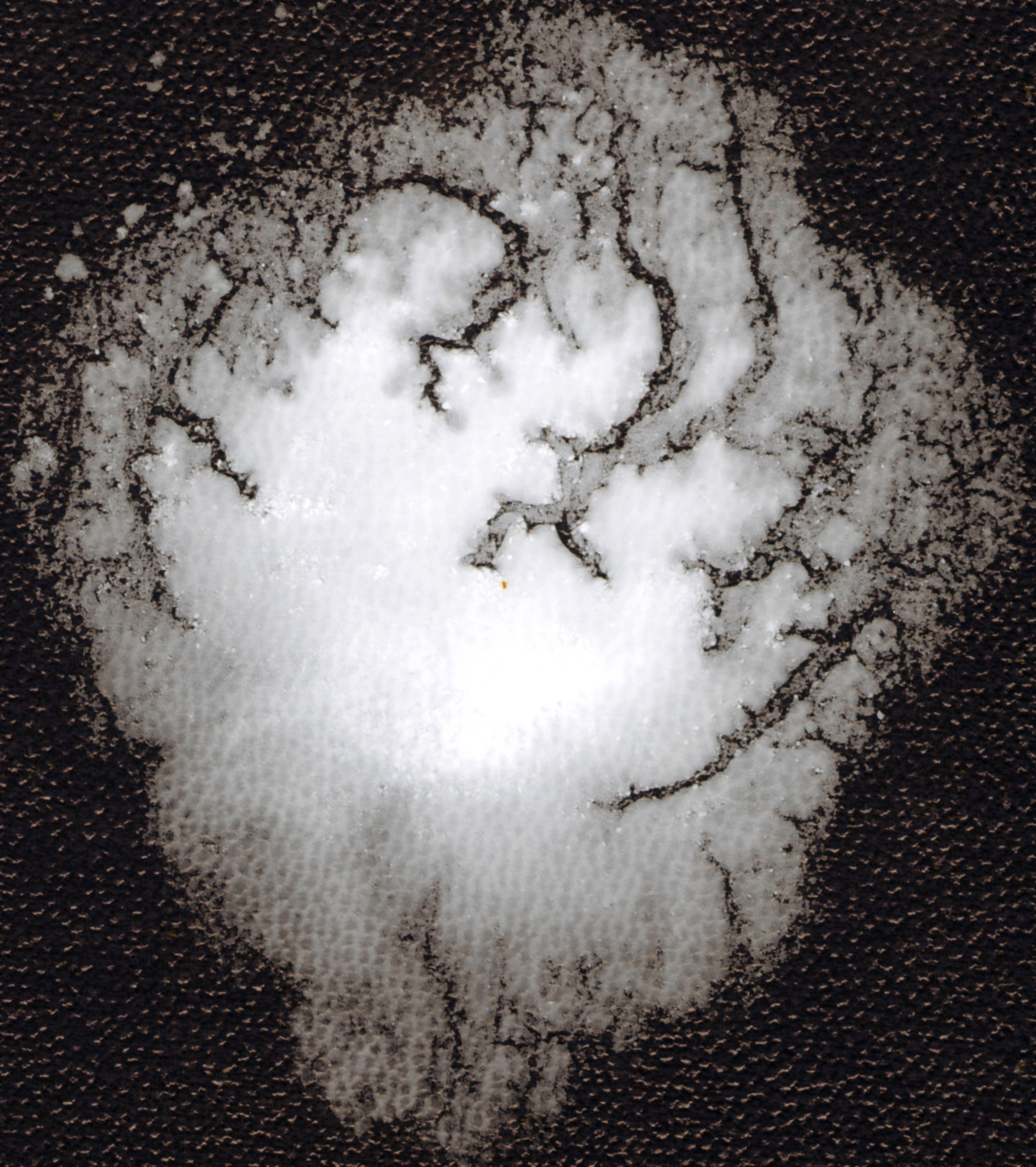
气相法二氧化硅，表面积130 m^{2}/g

气相法二氧化硅（CAS号7631-86-9，或112945-52-5），又称为热解二氧化硅（因其通过火焰法生产），由微小的非晶态二氧化硅颗粒组成，这些颗粒融合成分支状、链状的三维次级颗粒，进而聚集成三级颗粒。最终得到的粉末具有极低的堆积密度和较高的比表面积。其三维结构使得在作为增稠剂或增强填料时，表现出增粘、触变的特性。

## 特性
气相法二氧化硅具有非常强的增稠效果。其主要颗粒尺寸为5-50 nm。颗粒为非多孔颗粒，表面积为50-600 m2/g，密度为160-190 kg/m3。

## 生产
气相法二氧化硅通常通过气相燃烧四氯化硅（如图），或在3000 °C电弧中气化石英等气相方法制得。全球主要生产商包括德国的赢创工业（以Aerosil品牌销售）、卡博特公司（Cab-O-Sil）、瓦克化学公司（HDK）、道康宁（Dow Corning）、賀利氏（Zandosil）、德山股份有限公司（Reolosil）、OCI公司（Konasil）、Orisil公司（Orisil）和迅宇化学（XYSIL）等。

## 应用
气相法二氧化硅作为通用的增稠剂和抗結劑（自由流动剂）广泛应用。像硅胶一样，它也作为干燥剂使用。由于其光散射特性，它在化妝品中被广泛应用。它还作为轻微的磨料应用于牙膏等产品中。其他应用包括作为硅橡胶的涂料，以及在鍍膜、油墨、黏合剂和不饱和聚酯树脂中的黏度调整剂。气相法二氧化硅能够在瀝青中形成网络结构，增强其弹性。

## 健康问题
气相法二氧化硅并未被美国职业安全健康管理局（OSHA）、国际癌症研究机构或美國國家毒物計畫列为致癌物。气相法二氧化硅的颗粒小而轻，容易以悬浮颗粒的形式分散在空气中，成为吸入危害源，可能导致刺激反应。

## 相关
- 疏水性二氧化硅
- 沉淀二氧化硅
- 纳米颗粒